# Руда-Брідська
Руда́-Брі́дська — село в Україні, у Заболотцівській сільській громаді Золочівського району Львівської області. Відстань до колишнього районного центру становить 22 км, що проходить автошляхом місцевого значення. Відстань до найближчої залізничної станції Заболотці становить 9 км.
Село Руда-Брідська, а також Ражнів, Велин, Мамчурі та Вовковатиця раніше були підпорядковані Ражнівській сільській раді. Населення становить 15
0 осіб.

## Географія
Руда-Брідська межує з селами: Монастирок — на півночі, Пониковиця — на південному сході, Ражнів — на півдні, Гутисько-Тур'янське — на північному заході, Тур'я — на заході та з містом Броди — на сході.

## Історія
Перші письмові згадки про Руду-Брідську датовані кінцем XVIII століття. Також присутні відомості про село у перших поземельних кадастрах Галичини — Йосифінській (1785—1788) та Францисканській (1819—1820) метриках. Від 1789 року Руда-Брідська входила до складу Золочівського циркулу.
У 1788 році поселення належало Вінцентію Потоцькому. За твердженням відомого польського краєзнавця Антонія Шнайдера село тоді називали Рудою Бабиньською, хоча назва відома з другої половини ХІХ століття. У якості ідентифікації цих двох назв слід використати прізвище Бабиньські у Руді та сусідньому Ражневі, а також назву Бабинського ставка, що лежить на кордоні між цими поселеннями. У середині ХІХ століття власником маєтку був Казимир Млодецький, у 1880-х роках — Маурицій Лазар та компанія, а на початку ХХ століття — Вільгельм Фридерик Шмідт.
Від 1858 року в селі працювала однокласна громадська початкова школа з польською мовою викладання. У 1880 році в селі нараховувалося 132 будинки, де мешкало 828 осіб, з них за національною ознакою переважали поляки, яких було 617 осіб, далі йшли русини (українці) — 181 особа та німці — 30 осіб. За віросповіданням переважали римо-католики — 429 осіб, далі були греко-католики — 343 особи та юдеї — 60 осіб. В селі було три водних млини та неробочий паровий тартак.
У 1921 році в селі було вже 191 будинок, де мешкало 1174 особи, з них 748 поляків, 376 русинів (українців) та 50 юдеїв.
1 липня 1925 року з Радехівського повіту вилучена сільська ґміна Руда-Брідська та включена до Бродського повіту.
У 1931 році кількість будинків зросла до 200, а чисельність населення знешилася до 1010 осіб. Будинки в селі були переважно дерев'яними, криті соломою.
Згідно з наказом міністра внутрішніх справ ІІ Речі Посполитої від 21 липня 1934 року «Про поділ Бродського повіту у воєводстві Тернопільському на сільські ґміни» було проведено часткові зміни устрою територіального самоврядування, а саме створено сільську ґміну з центром у Станіславчику, до якої увійшло 4 села, у тому числі й Руда-Брідська.
У 1937 році в селі мешкало 1062 особи, існувала римо-католицька парафія, працювала громадська початкова школа. Директором школи на той час був Гжегорж Герман, а опікуном о. Яцек Лукасевич.
Під час другої світової війни загинуло 44 місцевих мешканці, знищених та/або покинутих будинків — 130.
7 липня 2015 року утворена Заболотцівська сільська громада, до складу якої увійшло с. Руда-Брідська.
12 червня 2020 року, відповідно до розпорядження Кабінету Міністрів України № 718-р «Про визначення адміністративних центрів та затвердження територій територіальних громад Львівської області», село увійшло до складу Заболотцівської сільської громади.
19 липня 2020 року, в результаті адміністративно-територіальної реформи та ліквідації Бродівського району, село увійшло до складу новоствореного Золочівського району.
24 серпня 2021 року на місцевому цвинтарі відкрили пам'ятник «Борцям за волю України», на місці поховання вояків УПА, які загинули у 1944—1950 роках на теренах Брідщини.

## Релігія
За Польщі римсько-католицька громада Руди-Брідської належала до парафії у Станіславчику, а 1911 року створено місцеву філію, що належала до Бродського деканату. У 1925 році філія в Руді-Брідській стала окремою парафією, а 1932 року львівська курія приєднала до цієї парафії Ражнів та Заболотці, що раніше належали до парафії в Олеську. До костелу Святої Анни в Руді-Брідській ходили мешканці Велина, на той час присілку Пониковиці. У 1920-х-1930-х роках тут душпастирювали священники зі Станіславчика, а причиною було мабуть погане забезпечення священників по місцю служби. Щоб покращити цю ситуацію, у 1930-х роках рада громади надала для потреб римсько-католицької парафії п'ять моргів землі, а потім додатково один морг землі при головній дорозі з села, аби запобігти будівництву храму на цьому місці.
Ініціатива побудови дерев'яного костелу Святої Анни (спочатку громадської каплиці) в Руді прийшла від мешканців села, але для цього вони не мали коштів. Землі під святиню та цвинтар, а також деревину для будови виділив власник села Казимир Млодецький. Наріжний камінь був закладений у фундамент 8 травня 1862 року та урочисто освячений деканом Буським, парохом Лопатина о. Людовиком Гжеховичем. Готовий необароковий храм був освячений 26 липня 1865 року парохом Станіславчика о. Яном Журавським. Всі будівельні роботи виконані місцевими мешканцями. Костел розташований у північній частині села, на північ від дороги. Побудований цілком з сосни, частково на фундаменті та дубових підвалинах, оббитий дошками.
Усе храмове начиння було придбане коштом Казимира Млодецького. Вдячна громада освятила новозбудований костел на честь Святого Казимира, але за декілька років потому він був переосвячений на честь Святої Анни. Не бажаючи зловживати щедрістю Казимира Млодецького, громада спромоглася отримати дотацію з приватної імперської скарбниці в сумі 400 злотих ринських, яку вони потім використали для оформлення костелу. Один вівтарів був придбаний мешканцями Руди у пароха греко-католицької церкви з с. Смільне. Меса у гарно оздобленому костелі проводилася лише раз на рік — 4 березня, у день пам'яті святого Казимира.
Після створення філії в Руді Вільгельм Фридерик Шмідт подарував громаді один з будинків маєтку, що знаходився неподалік костелу та пізніше там було улаштувано тимчасову плебанію, а також Шмідт взяв на себе зобов'язання згодом побудувати цегляну будівлю плебанії. Але всі плани з побудови плебанії перервав вибух першої світової війни, а вся привезена цегла була викрадена. У 1921 році була збудована дерев'яна плебанія за рахунок пожертв парафіян та дотації військового фонду розбудови. Ймовірно, у 1922 році цвинтар було огороджений парканом.
У 1940 році метричні книги, збережені приблизно від 1880 року, були забрані радянською владою. Старі книги були складені в приміщенні деканату у Бродах. У 1944 році адміністратором парафії був о. Сатурн Жебровський.
З часу закінчення другої світової війни й до 1955 року він використовувався місцевою римо-католицькою громадою. У 1955 році храм було закрито, а останній адміністратор парафії та частина парафіян виїхали до Польщі. Наприкінці того ж року храм відійшов до РПЦ Московського патріархату. Впродовж 1969—1991 років костел використовувався як сільський магазин. Вже від часу набуття Україною незалежності й дотепер колишній костел стоїть пусткою та руйнується під дією людського та природного факторів. В інтер'єрі храму чудом фрагментарно зберігся оригінальний розпис на стелі в районі бабинця, що відображає сцену «Преображення Господнього». Ще 2003 року в храмі був у наявності орган, але станом на 2007 рік, залишилися лише фрагменти корпусу, а всі його металеві частини викрадено. 2010 року стан костелу значно погіршився, дах завалився. Подальша доля цього костелу одна — повільне руйнування.
Нині місцеві римо-католики належать до релігійної громади Воздвиження Всечесного Хреста РКЦ у Бродах.
На схід від костелу знаходиться діюча дерев'яна каплиця Успіння Святої Анни з 1990-х років. У середині 1980-х років на цьому місці була збудована невелика будівля, а на початку 1990-х років ця будівля була переобладнана під каплицю, у якій служили священники з храму Різдва Пресвятої Богородиці с. Ражнів. Нині каплиця перебуває у користуванні релігійної громади УГКЦ с. Руда-Брідська та належить до парафії Різдва Пресвятої Богородиці с. Ражнів. Чисельність громади 93 вірних. До середини 2016 року церква належала до Бродівського деканату Сокальсько-Жовківської єпархії УГКЦ, але після поділу Бродівського деканату та утворення 6 червня того ж року Старобрідського деканату, релігійна громада Руди-Брідської увійшла до складу новоутвореного деканату. За більш ніж столітню історію парафії тут душпастирювали: о. Данило Роздольський, о. Лев Силінський, о. Антон Цегельський, о. Іван Мійко, о. Іван Носальський, о. Степан Клепарчук, о. Мар'ян Плешкевич, о. Іван Татаринський, о. Роман Смулка, о. Зеновій Яремко, о. Олег Тишкун, о. Іван Пігура, о. Руслан Жигіль, о. Руслан Крищук, о. Павло Юрчак. Від 2007 року парохом є о. Михайло Вітт.